# Sam Clark
Samuel James "Sam" Clark (Adelaida; 18 de octubre de 1987) es un actor, cantante y compositor australiano, más conocido por haber interpretado a Ringo Brown en la serie australiana Neighbours.

## Biografía
Clark se graduó del St Peter's College, en Adelaida.
Es muy buen amigo de la actriz Margot Robbie y el actor Tim Phillipps.

## Carrera
En 2007 obtuvo su primer papel en la televisión cuando se unió al elenco de la exitosa serie australiana Neighbours donde interpretó al joven paramedico y de buen corazón Ringo Brown por su actuación fue nominada a un premio logie en 2008 en la categoría de nuevo talento masculino más popular. Sam ganó el concurso de la revista Dolly en donde obtuvo un contrato de tres meses para interpretar el papel de Ringo, sin embargo debido a la aceptación y popularidad del personaje Sam se volvió parte del elenco principal desde entonces. Su primera aparición fue el 27 de enero de 2007.
En 2009 se anunció que Sam se tomaría un descanso de tres meses de la serie para centrarse en su carrera musical, en febrero de 2010 Sam regresó a la serie y se anunció que cantaría Send Me A Sign, una canción para la salida del personaje de Bridget Parker, quien murió en un accidente automovilístico.
En julio se anunció que Sam se iría de nuevo de la serie para concentrarse en su carrera musical, sus últimas apariciones serán en octubre de 2010. Sam apareció por última vez el 18 de octubre del mismo año luego de que su personaje muriera luego de ser atropellado por Stephanie Scully en su moto.
En 2009 apareció como invitado en un episodio de la serie dramática Sea Patrol, donde interpretó a Dave Corran.
En 2012 apareció como invitado en un episodio de la serie Miss Fisher's Murder Mysteries donde interpretó a Paul Waddington.

## Música
Desde 2006, antes de comenzar su participación en Neighbours, Clark ponía sus demos en su propia página de MySpace llamada The Fireman.
Su primer sencillo de su primer álbum se llama Broken, el video debutó el 19 de septiembre de 2009, el sencillo fue lanzado digitalmente el 13 de noviembre del mismo año. El Jueves 19 de noviembre Clark interpretó Broken, por primera vez en vivo en el Centro Comercial Victoria Gardens. El Sencillo alcanzó el número uno en ARIA y en varias listas de sencillos de Australia.
El segundo sencillo del álbum se llama Send Me A Sing, el sencillo fue lanzado digitalmente el 22 de abril de 2010 e hizo su primer debut durante un episodio de Neighbours, en donde el personaje de Clark, Ringo Brown cantó la canción como un homenaje al personaje de Bridget Parker (interpretada por Eloise Mignon), quien murió en un accidente automovilístico; el video del sencillo fue lanzado el mismo día.
En Send Me A Sing, aparece su compañero en Neighbours, Ryan Moloney, quien interpreta a Toadfish Rebecchi. 
Su tercer sencillo es Devasted, el cual hizo su debut el 30 de julio de 2010. El 22 de agosto del mismo año la canción debutó en la posición número uno en el Australian Physical.
En agosto de 2010 Clark lanzó su primer álbum de estudio "Take Me Home".
Ese mismo mes Sam interpretó una nueva versión de la canción Suddenly para el día en que su personaje Ringo Brown se casó con Donna Freedman (Margot Robbie) en Neighbours. La canción fue escrita por Angry Anderson para la boda de los personajes de Charlene Mitchell (Kylie Minogue) y Scott Robinson (Jason Donovan) casi 20 años atrás.

## Filmografía

### Series de televisión
| Año         | Serie                          | Personaje       | Notas                              |
| ----------- | ------------------------------ | --------------- | ---------------------------------- |
| 2012        | Miss Fisher's Murder Mysteries | Paul Waddington | episodio "Death at Victoria Docks" |
| 2007 - 2010 | Neighbours                     | Ringo Brown     | 851 episodios                      |
| 2009        | Sea Patrol                     | Dave Corran     | episodio "Red Sky Morning"         |

### Películas
| Año  | Título | Personaje | Notas                                                    |
| ---- | ------ | --------- | -------------------------------------------------------- |
| 2012 | Mental | Trout     | junto a Liev Schreiber, Toni Collette & Anthony LaPaglia |

### Teatro
| Año  | Obra         | Personaje | Director    | Notas                                                                                                 |
| ---- | ------------ | --------- | ----------- | --- |
| 2016 | Grease: Live | Leo       | Thomas Kail | junto a Aaron Tveit, Julianne Hough, Vanessa Hudgens, Carlos PenaVega, Carly Rae Jepsen y Keke Palmer |

## Premios y nominaciones
| Año  | Categoría                    | Premio                  | Serie      | Resultado |
| ---- | ---------------------------- | ----------------------- | ---------- | --------- |
| 2010 | CLEO Bachelor of the Year    | -                       | -          | Nominado  |
| 2010 | Sweetest Slashie             | Dolly Teen Choice Award | -          | Nominado  |
| 2009 | Sexiest Male                 | Inside Soap Award       | -          | Nominado  |
| 2008 | Most Popular New Male Talent | Logie Award             | Neighbours | Nominado  |
| 2007 | Best Newcomer                | Inside Soap Award       | Neighbours | Nominado  |